# Vincenzo Amato (acteur)
Pour les articles homonymes, voir Vincenzo Amato et Amato (homonymie).
Vincenzo Amato, né le 30 mars 1966 est un acteur et sculpteur italien.

## Biographie
Né à Palerme, il est le fils de la musicienne folk et metteur en scène Emma Muzzi Loffredo. Après le lycée, Amato déménage à Rome, où vivait sa mère.
Tout en continuant la peinture, il termine ses études universitaires en se spécialisant sur la sculpture sur fer. Il participe à quelques expositions à la galerie d'art Il Gabbiano à Rome. Venu pour assister à un mariage aux États-Unis, le hasard le fait rencontrer un artiste sculpteur, Norman Campbell, par l'intermédiaire de leur ami commun, le peintre John Benton (fils de Robert Benton). Il s'installe alors à Manhattan et commence à exposer avec un certain succès à la Earl McGrath Gallery de New York,. Aux États-Unis, Amato se lie d'amitié avec le réalisateur Emanuele Crialese qui a l'a fait débuter comme acteur dans le film Once We Were Strangers,. Ce film sera l'occasion pour Amato d'obtenir sa première récompense, le prix Crystal Star du meilleur acteur au Festival du Film Européen de Bruxelles en 1999. Sa carrière d'acteur perce avec le rôle du pêcheur Pietro dans le film suivant de Crialise, Respiro,.
En 2007, il est nommé aux récompenses nationales italiennes David di Donatello du meilleur acteur pour sa performance dans le film Golden Door,. Le mêm efilm lui offre une autre nomination pour le Golden Graal au Festival italien du même nom en 2007.
Angelina Jolie lui offre le rôle du père du personnage principal de son film Unbroken (Invincible en France). Acteur sicilien, il joue aussi dans des séries ou des films traitant d'affaires policières en Sicile. Il a également tourné dans des séries américaines telles que Boardwalk Empire ou The Blacklist.
Vincenzo Amato est marié depuis 2008 et a deux filles.

## Filmographie

### Cinéma
- 1997 : Once We Were Strangers d'Emanuele Crialese : Antonio
- 2001 : Prison Song de Darnell Martin : le propriétaire du magasin
- 2002 : Ciao America (en) de Frank Ciota : Bongo
- 2002 : Respiro d'Emanuele Crialese : Pietro
- 2006 : Golden Door (Nuovomondo) d'Emanuele Crialese : Salvatore Mancuso
- 2007 : Il dolce e l'amaro d'Andrea Porporati : Vito Scordia, le père de Saro
- 2007 : Autumn Dawn de Sabina Kurz : Marco
- 2009 : Où sont passés les Morgan ? (Did you Hear about the Morgans ?) de Marc Lawrence : Girard Rabelais
- 2010 : La scuola è finita (en) de Valerio Jalongo : Aldo Talarico
- 2013 : Girl on a Bicycle (Liebe und anderer Turbulenzen) de Jeremy Leven : Paolo Moretti
- 2013 : Exilados do Vulcão (en) de Paula Gaitan : Pedro
- 2013 : Le Crime du sommelier (Vinodentro) de Ferdinando Vicentini Orgnani : Giovanni Cuttin
- 2014 : War Story de Mark Jackson : Filippo
- 2014 : Mezzanotte (Piu buio di mezzanotte) de Sebastiano Riso : Massimo, le père de Davide
- 2014 : Invincible (Unbroken) d'Angelina Jolie : Anthony
- 2015 : The Wannabe (en) de Nick Sandow : Richie
- 2015 : Soundtrack de Francesca Marra : Paolo
- 2016 : Abbraccialo per me de Vittorio Sindoni : Pietro
- 2016 : The Habit of Beauty de Mirko Pincelli : Ernesto
- 2017 : L'ora legale de Ficarra & Picone : Pierpaolo Natoli
- 2017 : Sicilian Ghost Story d'Antonio Piazza et Fabio Grassadonia : le père de Luna
- 2017 : Veleni de Nadia Baldi : Docteur Bonadies
- 2017 : Nina de Gianni Fontana : John Harari
- 2018 : Invincible : Le Chemin de la rédemption (Unbroken : Path to Redemption) de Harold Cronk : Anthony Zamperini
- 2019 : Tornare de Cristina Comencini : Marc Bennet
- 2021 : Notre été (Sulla stessa onda) de Massimiliano Camaiti : Antonio
- 2021 : Sinaliento d'ettore d'Alessandro : Oscar Romano
- 2021 : Tra le onde de Marco Amenta : Salvo
- 2021 : Red Notice de Rawson Marshall Thurber : le directeur Gallo
- 2022 : L'Immensita d'Emanuele Crialese : Felice
- 2024 : Une affaire de principe : Giovanni Kessler

### Télévision
- 2008 : Einstein (en) (téléfilm) de Liliana Cavani : Albert Einstein
- 2010 : Le cose che restano (mini série) de Gianluca Mara Tavarelli : Simone Nicolai
- 2011 : Storia di Laura (téléfilm) d'Andrea Porporati : Luigi
- 2012 : Pan Am (série télévisée), saison 1, épisode 12 New Frontiers de John Fortenberry : Alessandro
- 2012 : Gossip Girl (série télévisée), saison 5, épisode 25 de The Fugitives d'Andy Wolk : Emilio Pivano
- 2012 : Damages (série télévisée), saison 5, épisode 9 I Like Your Chair de  Steve Shill : l'investisseur italien
- 2013 : The Good Wife (série télévisée), sason 4, épisode 12 Je ne sais What ? de Matt Shakman : juge Ciccone
- 2013 : Boardwalk empire (série télévisée), saison 4, épisodes 6 et 10 : Vincenzo Petrucelli
- 2014 : Elementary (série télévisée), saison 2, épisodes 21 et 22 : Guillaume de Soto
- 2015 : La Catturandi (mini série télévisée) de Fabrizio Costa :
- 2016 : Blacklist (série télévisée), saison 3, épisode 11 Mr. Gregory Devry d'Alex Zakrzewski : Marcus Caligiuri
- 2016 : Madam Secretary (série télévisée), saison 2, épisode 15 Right of the Boom de Jonathan Brown : l'ambassadeur italien Vittorio Civarelli
- 2016 : Donne (série télévisée), saison 1, épisode 9 Inés d'emanuele Imbucci : Andrea
- 2018 : American Crime StoS4.E12Je Ne Sais What? (2013)Judge Cicconery (série télévisée), épisode de Ryan Murphy : le porte-parole de Versace
- 2018 : Instinct (série télévisée), épisode pilote de Marc Webb : Mr Moretti
- 2019 : Storia di Nilde (téléfilm) d'emanuele Imbucci : Enrico Berlinguer
- 2020 : New York, unité spéciale (Law & Order : Special Victims Unit) (série télévisée), saison 22, épisode 3 Remember Me in Quarantine de Juan José Campanella : Rossi
- 2022 : Fleishman Is in Trouble (mini série télévisée) : Dr. Romalino